# State Tower Building
Lo State Tower Building è un grattacielo di Syracuse nello stato di New York negli Stati Uniti.

## Storia
L'edificio venne eretto secondo il progetto degli architetti Thompson e Churchill di New York per venire ultimato nel 1928. Quando venne inaugurato era il più alto edificio tra le città di Albany e Buffalo.
Ha lo status di proprietà contributiva all'interno del distretto storico di Hanover Square dalla registrazione di quest'ultimo nel registro nazionale dei luoghi storici nel 1976.

## Descrizione
L'edificio raggiunge un'altezza di 95,4 metri e si sviluppa su 23 piani. Questo ne fa l'edificio più alto della città davanti alle Torri AXA.
Presenta una struttura portante in cemento armato e una facciata in pietra calcarea, terracotta e mattoni. L'edificio si restringe mano a mano che sale in altezza così da garantire un'adequata illuminazione delle vie sottostanti, come richiesto dai codici urbanistici dell'epoca. Sulla terrazza del decimo piano si trovava un ristorante panoramico.

## Galleria d'immagini

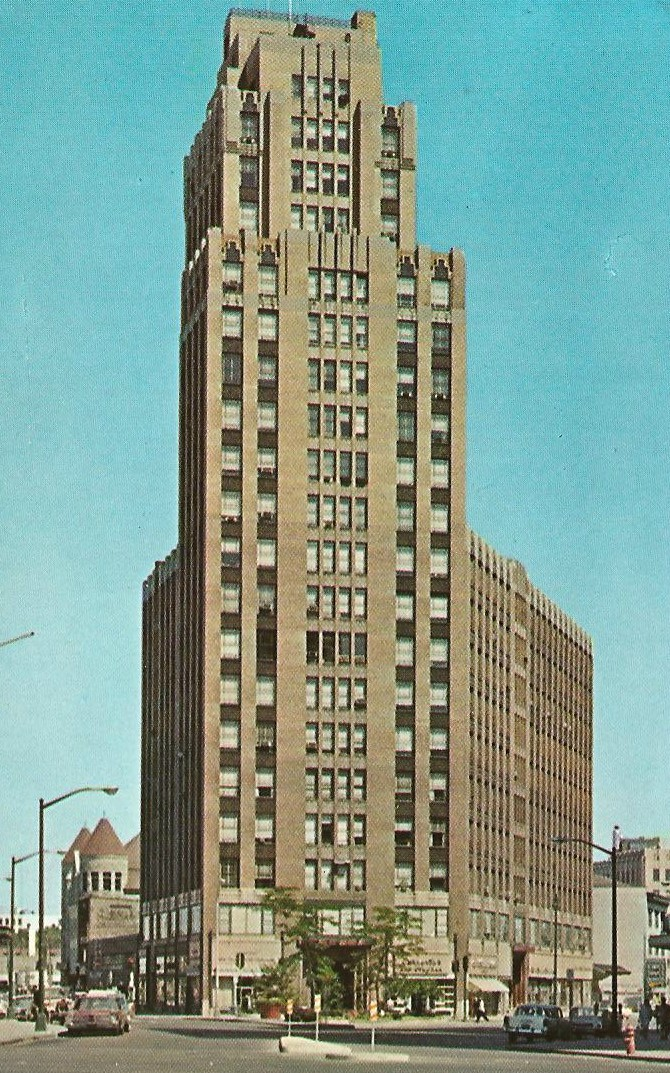
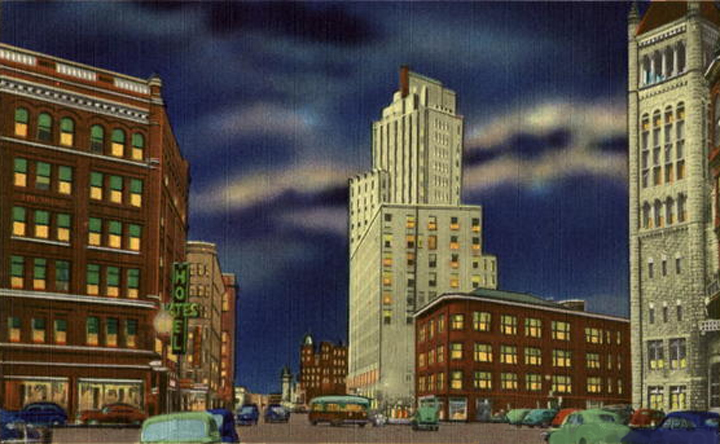
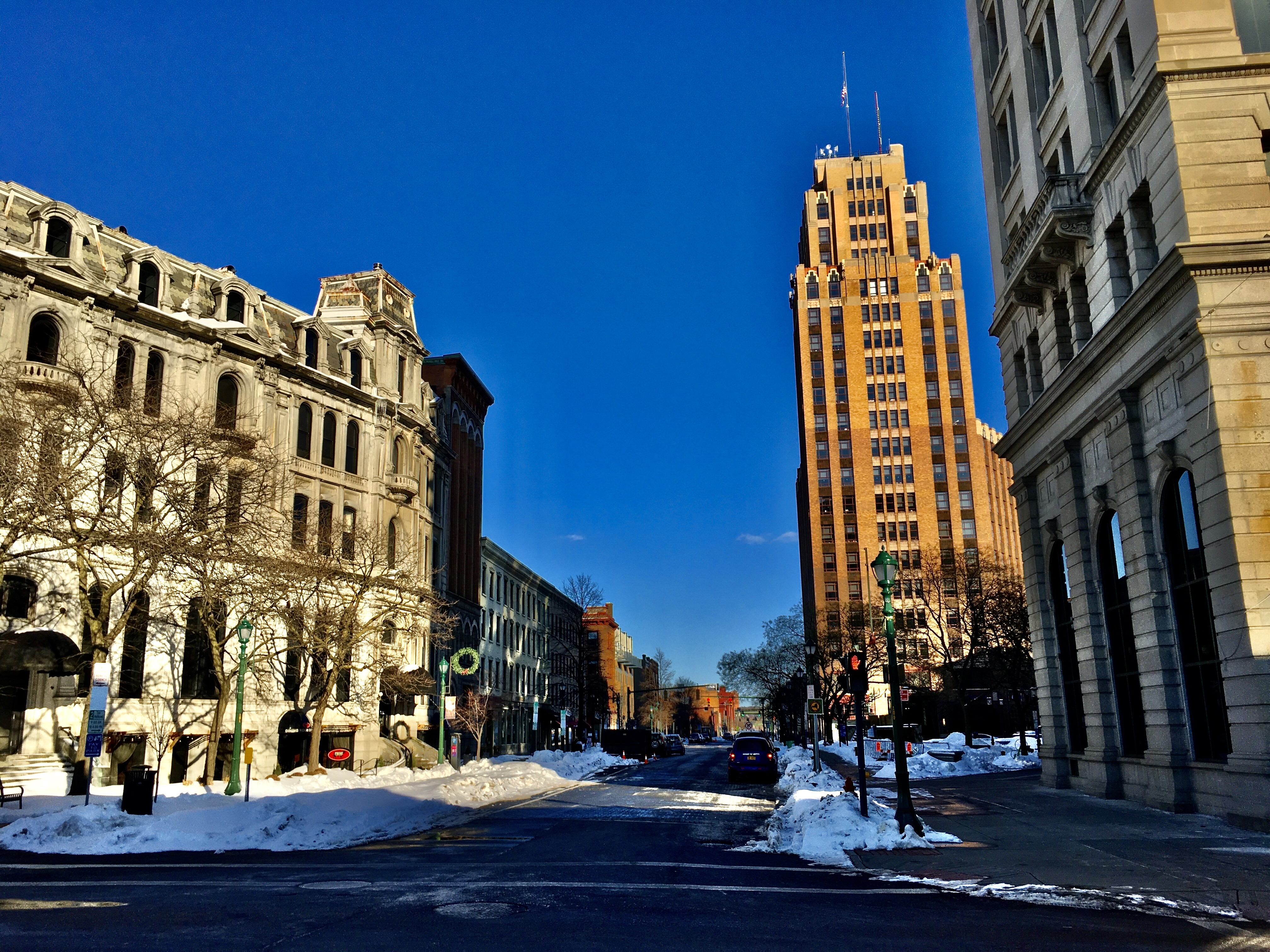